# Aika Tadžima
Aika Tadžima (v kaně: 田嶋 あいか; * 13. září 1998, Cu, Prefektura Mie, Japonsko) je japonská reprezentantka ve sportovním lezení, juniorská mistryně světa v lezení na obtížnost.

## Výkony a ocenění

### Závodní výsledky
| Světový pohár | Světový pohár | Světový pohár | Světový pohár | Světový pohár |
| Rok           | 2014          | 2015          | 2016          | 2017          |
| ------------- | ------------- | ------------- | ------------- | ------------- |
| Obtížnost     | x             | x             | —             |               |
| jednotlivě*   | ,11,8,23,     | ,15,          | —             |               |
|               |               |               |               |               |
| Bouldering    | —             | x             | x             | x             |
| jednotlivě*   | —             | ,7,           | ,23,23,       | ,25,          |
|               |               |               |               |               |
| Kombinace     | —             | x             | —             |               |

* poznámka: nalevo jsou poslední závody v roce
| Mistrovství Asie | Mistrovství Asie |
| Rok              | 2015             |
| ---------------- | ---------------- |
| Obtížnost        | 7                |
| Bouldering       | 7                |

| Mistrovství světa juniorů | Mistrovství světa juniorů | Mistrovství světa juniorů | Mistrovství světa juniorů | Mistrovství světa juniorů | Mistrovství světa juniorů |
| Rok                       | 2012 kat. B               | 2013 kat. B               | 2015 kat. A               | 2016 juniorky             | 2017 juniorky             |
| ------------------------- | ------------------------- | ------------------------- | ------------------------- | ------------------------- | ------------------------- |
| Obtížnost                 | 2                         | 1                         | 3                         | 3                         | 2                         |
| Rychlost                  |                           |                           |                           |                           | 37                        |
| Bouldering                | —                         | —                         | 8                         | —                         | 10-13                     |
| Kombinace*                | —                         | —                         | —                         | —                         | 6                         |

* v roce 2017 se na MSJ lezlo ještě navíc finále v kombinaci podle olympijského formátu (pořadí třech disciplín se násobilo)